# A-Rosa Viva
Die A-Rosa Viva ist ein 2009/2010 gebautes Flusskreuzfahrtschiff der A-ROSA Flussschiff GmbH in Rostock. Das Schiff wird seit der offiziellen Indienststellung am 26. März 2010 neben dem baugleichen Schwesterschiff A-Rosa Aqua für Flusskreuzfahrten auf Rhein, Main und Mosel eingesetzt. Die A-Rosa Viva verkehrt auf der Seine in Frankreich. Am 17. Februar 2011 wurde mit A-Rosa Brava ein weiteres baugleiches Schiff an die Reederei übergeben.

## Geschichte

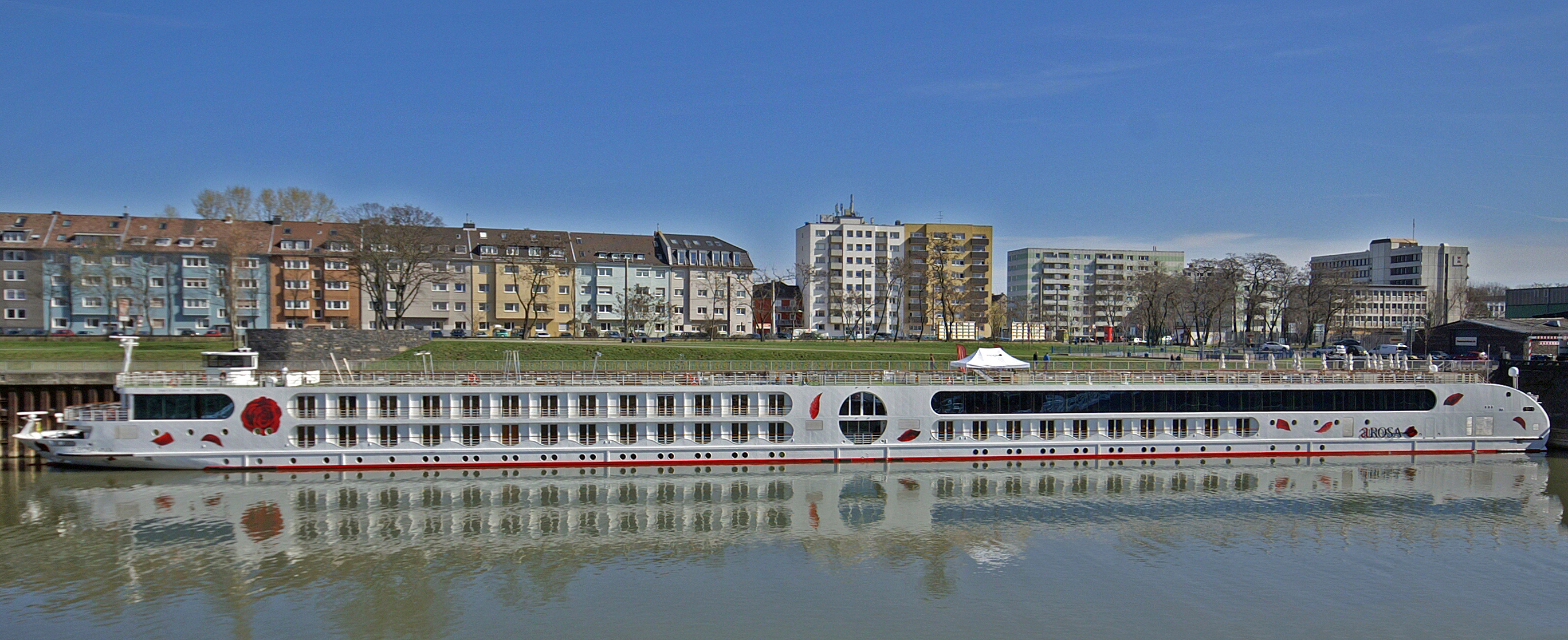
Seitenansicht im Deutzer Hafen

Die A-ROSA Flussschiff GmbH beauftragte 2008 die Neptun-Werft in Rostock-Warnemünde mit dem Bau von zwei baugleichen Kabinenfahrgastschiffen für den Einsatz auf Rhein, Main und Mosel. Nachdem der Rohbau der erstgebauten A-Rosa Aqua im März 2009 fertiggestellt war, erfolgte die Kiellegung des zweiten Schiffs am 23. April 2009. Patin der Kiellegung war Bettina Scheerer (Pichler). Am 19. Februar 2010 wurde das achte Flusskreuzfahrtschiff der Reederei während eines feierlichen Aktes unter Anwesenheit des Verkehrsministers von Mecklenburg-Vorpommern Volker Schlotmann übergeben. In der Folgewoche fuhr A-Rosa Viva mit eigener Kraft über Ostsee, Nord-Ostsee-Kanal, Nordsee, IJsselmeer und Rhein bis zum Deutzer Hafen in Köln. Die bruchgefährdeten Teile wurden zur Sicherheit für den Transfer mit Holzverkleidungen geschützt. Im März erfolgte die Endausstattung des Schiffes. Am 26. März 2010 taufte die Miss Schweiz des Jahres 2007 Amanda Ammann das Schiff in Basel während einer Feier auf den Namen A-Rosa Viva.

## Ausstattung

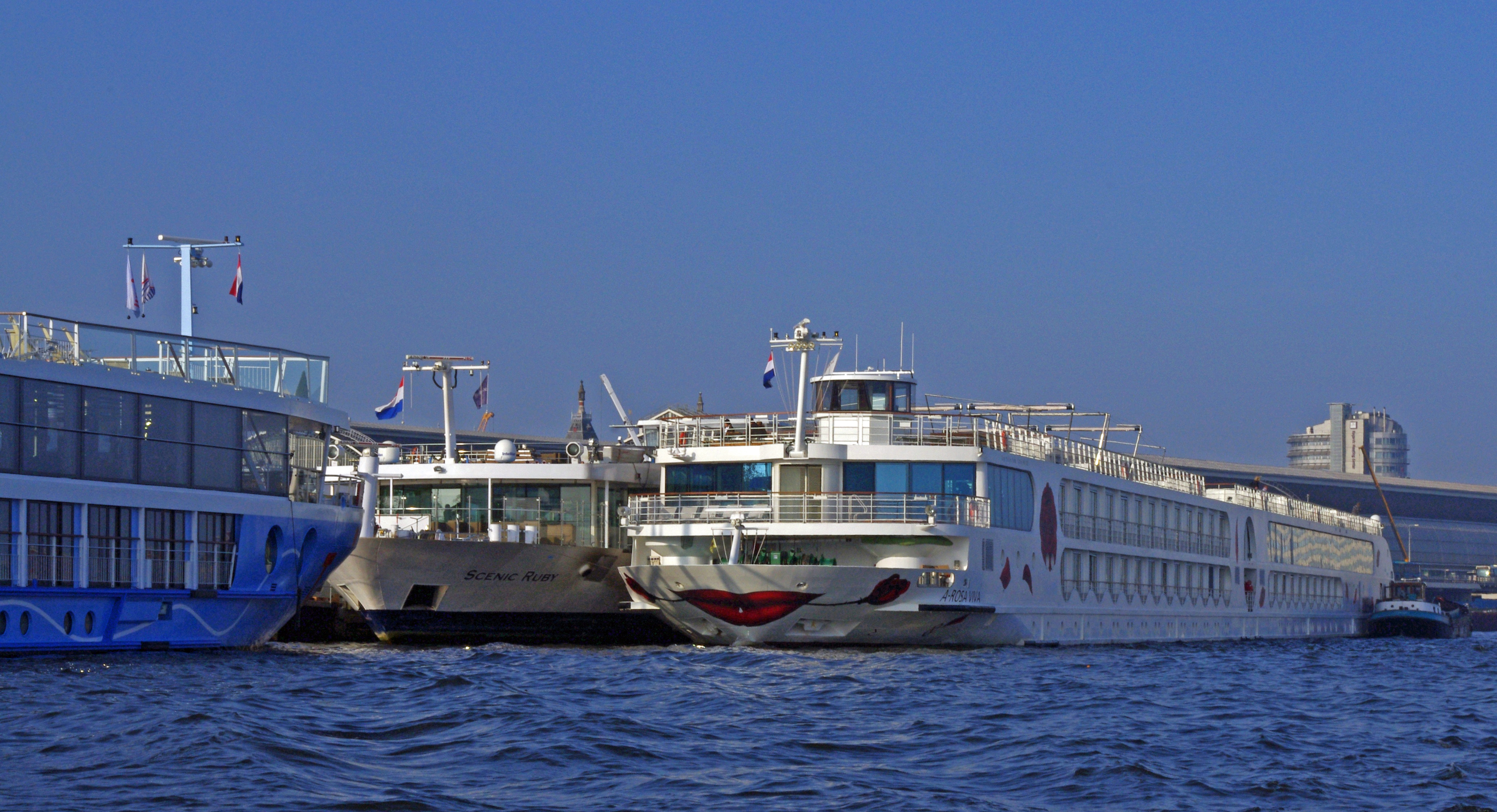
Mit anderen Flusskreuzfahrtschiffen in Amsterdam

Die A-Rosa Viva ist ein Dreideck-Kabinenschiff der 4-Sterne-Kategorie mit 99 Doppelkabinen à 14,5 m². Die Kabinen sind klimatisiert und sind jeweils mit einer Dusche und Flachbildfernsehern ausgestattet. Die 70 Einheiten auf dem Mittel- und Oberdeck verfügen über einen Französischen Balkon. Vier Kabinen können mit einem Zusatzbett ausgestattet werden. Die beiden unteren Decks sind als reine Wohnbereiche für die Passagiere ausgelegt. Die 32 Mannschaftskabinen befinden sich vorn und achtern im Unterdeck. Bugseitig wurde auf dem Oberdeck ein Wellness-Bereich mit Außenruhefläche und Whirlpool eingerichtet, dem sich 26 Doppelkabinen anschließen. In der Schiffsmitte liegt der Bordshop und ein Verkaufsbüro für Landausflüge. Der gastronomische Bereich mit Lounge, Weinstube, Restaurant mit offener Küche und Bar befinden sich in der hinteren Schiffshälfte. Auf dem Freideck befindet sich im hinteren Teil der Außenbereich des Restaurants mit 56 Plätzen. In der Schiffsmitte wurde ein Putting Green, ein Shuffleboard und ein Schachfeld angelegt. Auf der vorderen Schiffshälfte stehen den Reisenden hinter dem Steuerhaus rund 80 Liegestühle zur Verfügung. Große Teile des Freidecks können mit Sonnensegeln abgedeckt werden.

## Technik

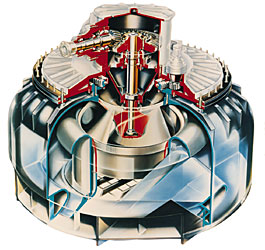
Ein Schottel Pump-Jet wird im Bug zum besseren Manövrieren eingesetzt

Die A-Rosa Viva wird von vier Dieselmotoren Volvo Penta D12-450MH(KC) über vier doppelflügelige Schottel-Ruderpropeller angetrieben, zusätzlich verfügt das Schiff über eine Bugstrahlanlage vom Typ Pumpjet-SPJ 82 von Schottel, die mit einem 405 kW starken Dieselmotor angetrieben wird. Das Schiff ist 135 m lang und 11,40 m breit. Der Tiefgang wird mit 1,60 m angegeben, die Höhe über Wasser mit 6,50 m. Durch Absenken von Steuerhaus, sowie Umlegen von Geländern und Sonnensegel kann die Höhe für Fahrten auf Gewässern mit niedrigen Brückendurchfahrten, wie Mosel und Main-Donau-Kanal verringert werden. Für das elektrische Bordnetz zur Versorgung der Hilfsmaschinen und des Hotelbetriebes stehen im Fahrbetrieb zwei Hilfsdieselgeneratoren mit 2× 525 kVA und im Hafenbetrieb ein Dieselgenerator mit 280 kVA zur Verfügung.

## Fahrtgebiete
Die drei Schiffe der A-ROSA-Rheinflotte verkehren je nach Jahreszeit auf 30 verschiedenen Routen. Nördlichstes angefahrenes Ziel ist Harlingen am Wattenmeer, südlichstes Basel. Die Mosel wird bis Trier befahren. Die Schiffe werden im Deutzer Hafen in Köln und in Frankfurt am Main gewartet. Ihren Heimathafen in Rostock erreichen die Schiffe seit der Werftübergabe nicht mehr. Die A-ROSA viva wird (Stand 2017) auf der Seine eingesetzt und startet ab/an Saint-Denis (bei Paris).

## Weblinks

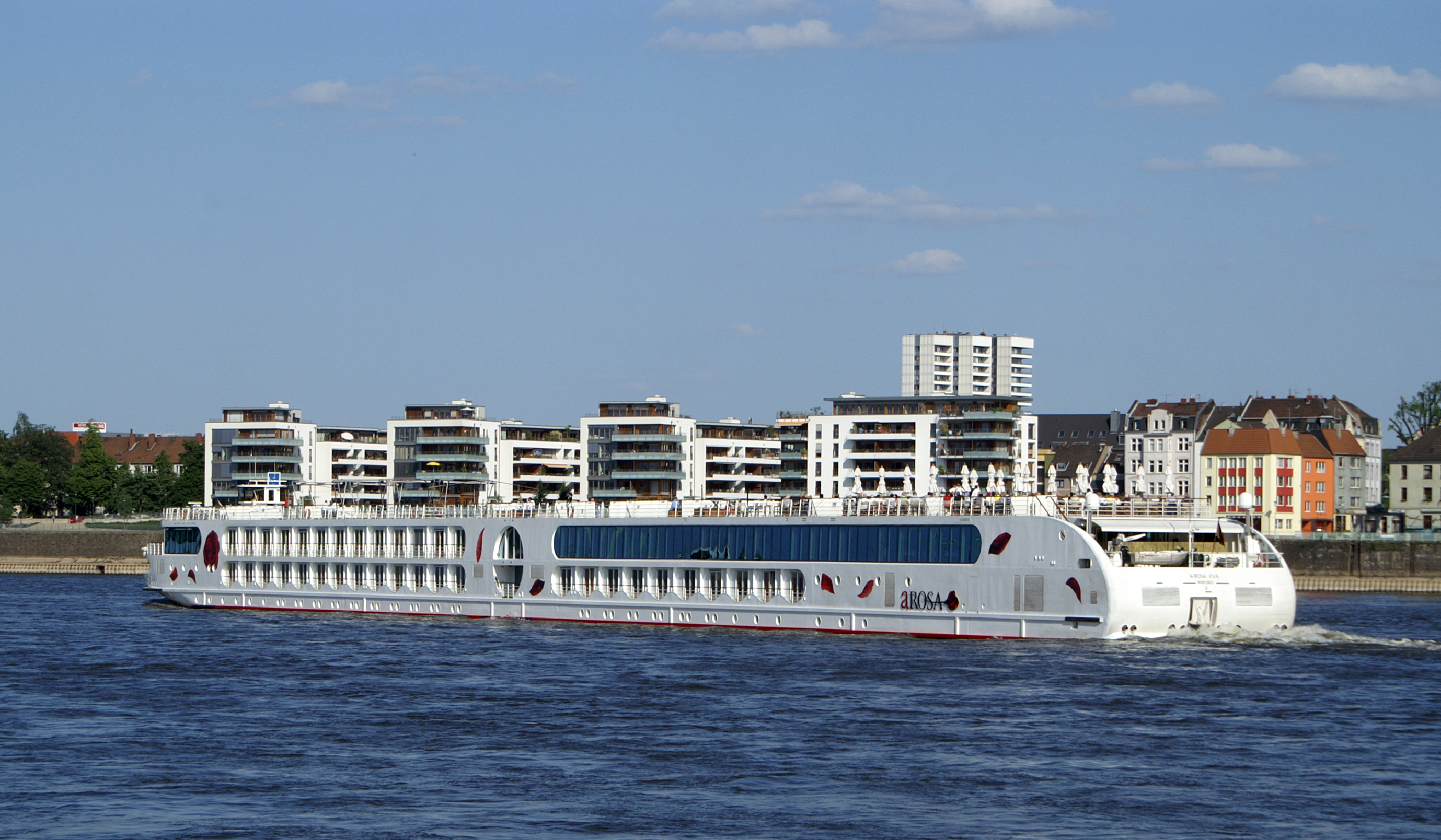
Auf Fahrt vor Köln-Mülheim